# Jelena Nikołajewa (dziennikarka)
Jelena Siergiejewna Nikołajewa (ros. Елена Сергеевна Николаева; ur. 25 grudnia 1985 w Taszkencie) – rosyjska prezenterka telewizyjna, dziennikarka, aktorka filmowa i telewizyjna oraz modelka.

## Życiorys

### Wykształcenie i kariera
Urodziła się w Uzbekistanie. Po przeprowadzce rodziny do Rosji ukończyła szkołę średnią w Moskwie, a następnie odbyła studia na Wydziale „Ekonomika i Zarządzanie” Rosyjskiego Uniwersytetu Państwowego Nafty i Gazu imienia Gubkina, uzyskując w 2009 roku specjalność „Ekonomika i zarządzanie w zakładach naftowo-gazowych”. W latach 2011–2012 studiowała na Rosyjskim Uniwersytecie Przyjaźni Narodów, gdzie otrzymała dodatkowe wykształcenie w zawodzie „prezenterka telewizyjna”. Przez półtora roku uczęszczała na zajęcia z aktorstwa w Polskim Teatrze Jewgienija Ławrienczuka i w szkole Moskiewskiego Ośrodka Teatralnego przy teatrze Romana Wiktiuka, uznawanego w Rosji za mistrza nowoczesnego teatru. Na drugim roku studiów doznała zawodu i porzuciła szkołę.
Karierę dziennikarki rozpoczęła w 2009 roku, gdy została sprawozdawczynią prasową gazety „RBK Daily”. Jako dziennikarka telewizyjna zadebiutowała w 2010 roku na kanale „Ekspert TW”, a po bankructwie tej stacji telewizyjnej przeniosła się do pracy na RBK. W 2013 roku nowy właściciel RBK Michaił Prochorow postanowił odnowić skład prezenterek telewizyjnych stacji i zaangażować młode, posiadające erudycję i seksowne fachowczyni. Nikołajewa została przyjęta w poczet członków nowego zespołu i do roku 2014 zapowiadała program „Najważniejsze Aktualności” (ros.: Главные новости). Od roku 2013 publikuje swoje materiały na łamach czasopisma Ekspert. W połowie września 2014 ogłosiła zakończenie kariery na RBK i obecnie pracuje jako prezenterka telewizyjna stacji Moskwa 24
W latach 2006–2007 Jelena Nikołajewa była twarzą marki „Arbat Prestiż”.

### Życie prywatne i zamiłowania
Pani Nikołajewa jest niezamężna. Błękitnooka blondynka czyta literaturę piękną, hobbystycznie zajmuje się malarstwem i dobroczynnością, bierze udział w „Klubie wolontariuszy”. Prowadzi zdrowy tryb życia, nie pali tytoniu i uprawia sport, przede wszystkim regaty żeglarskie i jeździectwo. Jeździ na nartach zjazdowych i lubi chodzić na ryby.

## Wybrana filmografia
- 2006: Sczastliwy wmiestie
- 2007: Blask luksusu
- 2010: Popytka Wiery (Попытка Веры)

## Wyróżnienia
Jelena Nikołajewa jest zdobywczynią wielu nagród zawodowych. W 2011 roku zwyciężyła w konkursie „Lady Dziennikarka” (ros.: Леди Журналист) zorganizowanym przez Związek Dziennikarzy Federacji Rosyjskiej. Zajęła 1. miejsce w nominacji „Biznes na ekranie” (2012) oraz uplasowała się w czołówce kilku innych prestiżowych konkursów.